# Cristiano Banti
Pour les articles homonymes, voir Banti.
Cristiano Banti  (Santa Croce sull'Arno, 1824 - Montemurlo, 1904) est un peintre italien figuratif de formation académique, membre éminent du mouvement toscan des Macchiaioli (« tachistes ») au XIXe siècle.

## Biographie

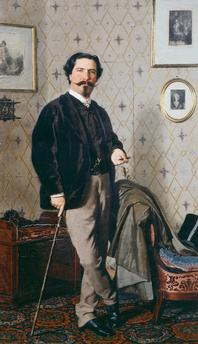
Boldini, Portrait de Cristiano Banti, vers 1866.

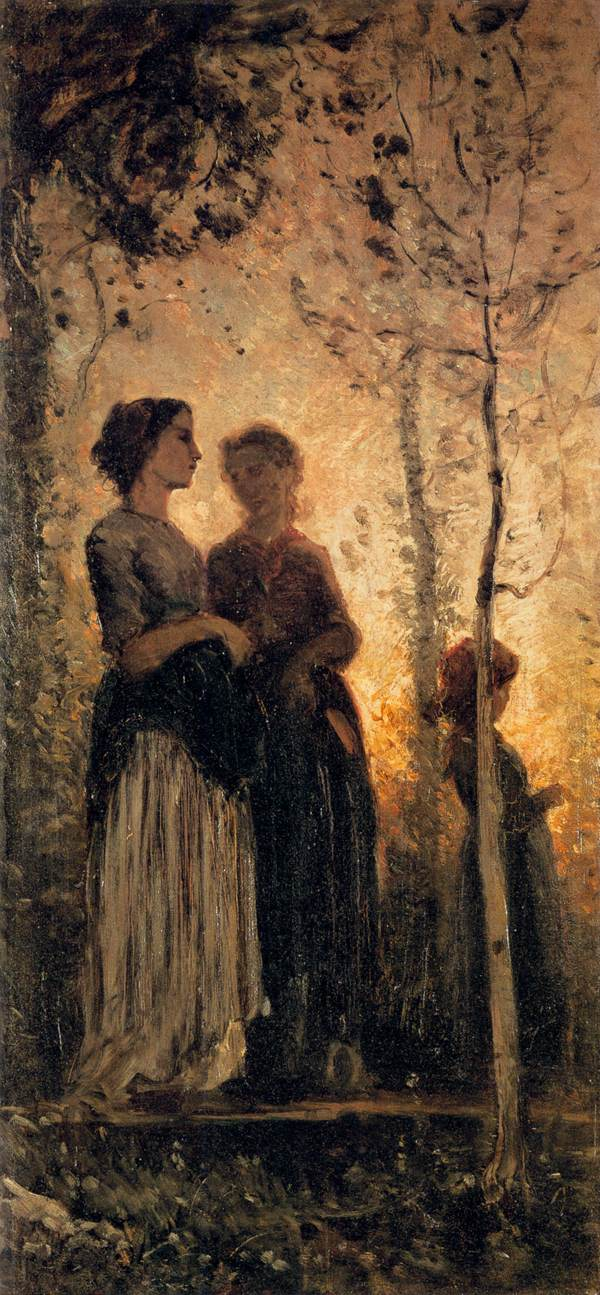
Trois Paysannes, 1881.

Né à Santa Croce sull'Arno dans la province de Pise d'une riche famille bourgeoise (les chroniques de l'époque l'indiquent comme le fils probable de la marquise Maria Ottavia Vettori, dont la famille Banti est apparentée  ). Sa formation académique néoclassique à l'Académie des beaux-arts de Sienne en tant qu'élève de Francesco Nenci est suivie d'une approche claire des manières des Macchiaioli, avec qui il est entré en contact après son départ à Florence en 1855, où il fréquente les artistes du Caffè Michelangiolo, leur lieu de rencontre, mais sa production « macchiaiola » ne commence pas avant 1860.
Ses premières toiles à sujets historiques (Galilée devant le Tribunal de l'Inquisition de 1857, médaille d'argent à l'Exposition des Beaux-Arts de Florence, Torquato Tasso et Eleonora d'Este de 1858) sont influencées par les toiles de Domenico Morelli et Francesco Saverio Altamura. Aux côtés des Macchiaioli, il s'intéresse au rendu de la nature peinte en plein air et aux effets de lumière, parmi les premiers expérimentant l'usage du miroir noir (ton gris), technique picturale expérimentée par Gabriel Decamps et Paul Delaroche consistant à mettre en scène la nature en l'observant avec un miroir sombre pour mieux filtrer les contrastes du clair-obscur.
Il peint principalement des tableaux de sujets historiques mais surtout il peint pour lui-même. Sa condition économique confortable lui permet d'héberger dans les villas de Montorsoli et de Montemurlo, héritées de la marquise Vettori, des amis en difficulté et de collectionner les œuvres de ses amis Telemaco Signorini et Vincenzo Cabianca, avec qui il se rend à La Spezia pour vivre la vision des Macchiaioli, ainsi que celles de Giovanni Boldini, Silvestro Lega, Giovanni Fattori, Giuseppe Abbati, Antonio Fontanesi et d'autres objets de valeur, tels que des vases japonais, du verre de Murano.
Avec Cabianca, il s'installe à Piantavigne, près de Castelfranco di Sopra, continuant à rechercher des effets de lumière dans la représentation de paysannes prises dans des moments de la vie quotidienne et dans des attitudes de noblesse intime. Entre-temps, en 1861, un voyage à Paris l'amène à connaître l'école de Barbizon, les œuvres de Corot et de Constant Troyon. Un deuxième voyage à Paris en 1875 est suivi de deux autres à Londres en 1879 et 1887 où il rencontre James Abbott McNeill Whistler. Sa collection, dispersée après sa mort, comprenait également des Corots et des Courbets, fruits de ses expériences parisiennes.
Dans les portraits que Boldini fait de Banti, il apparait sous les traits d'un grand seigneur : lorsqu'il est représenté dans son atelier, le caractère cossu est signifié par la présence d'un meuble de style Renaissance surmonté d'une potiche ancienne, mais aussi par l'absence de poêle, accessoire indispensable à l'évocation de la bohême artistique. Sa mise est impeccable, comme dans un portrait daté vers 1866, le représentant en pied, dans une antichambre de maison bourgeoise, une badine à la main; un cigare dans l'autre, le haut-de-forme et le manteau négligemment jetés sur un fauteuil bas suggérant un départ ou un retour de promenade.
En 1870, il est membre du jury de l'Exposition nationale de Parme. En 1884, il est nommé professeur à l'Académie des beaux-arts de Florence et il fait partie de la commission de réorganisation de la Galerie des Offices.
Très lié à Odoardo Borrani et Telemaco Signorini, il fait de nombreux voyages en Europe avec ce dernier. Très ami également avec Giovanni Boldini, qu'il héberge dans sa propriété à la campagne, il fait un voyage à Naples avec lui en 1866.
En 1904, à l'âge de quatre-vingts ans, il meurt à Montemurlo dans la villa de sa femme Leopolda, qui lui a donné huit enfants, dont Alaide, qui n'a pas été mariée à Giovanni Boldini, protégée de son père, qui la dépeint à plusieurs reprises (1865 Portrait d'Alaide Banti en gris, 1866 Alaide Banti en robe blanche, 1885 Portrait d'Alaide Banti à la cheminée, Portrait d'Alaide Banti au piano, Portrait d'Alaide Banti à l'ombrelle, Portrait d'Alaide Banti sur le canapé rouge ), alors que la famille est représentée dans La Famille Banti vers 1860.
Un noyau important de ses œuvres, ainsi que d'autres des Macchiaioli qui font partie de son ancienne collection, est exposé à la Galerie d'Art moderne (Florence), grâce au legs d'Adriana Banti Ghiglia en 1955.

## Archives
La correspondance de Cristiano Banti est conservée à la Bibliothèque des Offices. Banti voulait que toutes les lettres qui lui étaient adressées et dans lesquelles il y avait des preuves des difficultés économiques des artistes soient détruites à sa mort, afin que la mémoire de ses amis soit épargnée. Les quarante lettres qui composent cette collection, faisant partie de la Collection Marino Fedi, sont restées cachées dans un tiroir d'une ancienne armoire. Elles n'ont été retrouvés que longtemps après la mort de l'artiste et dispersées entre plusieurs collectionneurs, jusqu'à ce que Marino Fedi les retrouve et les reconstitue.

## Œuvres

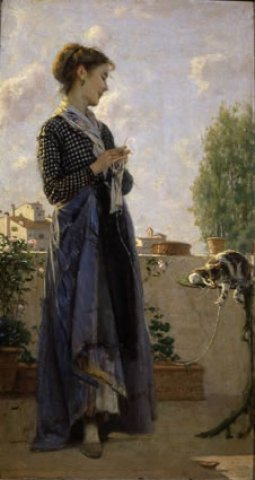
Paesana toscana.

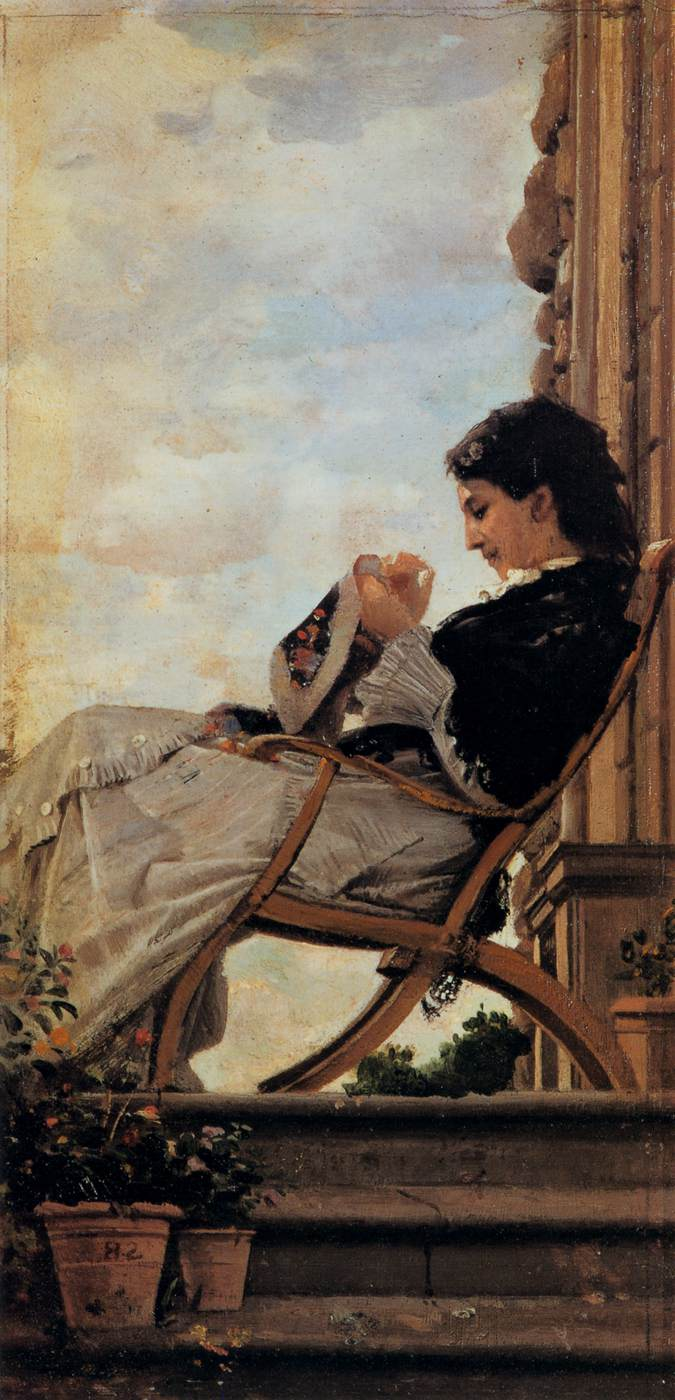
Femme cousant sur la terrasse.

Certaines de ses œuvres, comme Tre Contadine con Alberi (1875), révèlent l'affinité de Banti pour les peintres français de l'École de Barbizon (Millet, Harpignies et Corot), ainsi que pour la poésie préraphaélite.
- Domenico Mecherino, figlio di Pacio colono, trovato a disegnare le pecore dal suo padrone Beccafumi  (1848)
- San Rocco  (1855)  dipinto per la Collegiata di Santa Croce sull’Arno  (1851)
- Ritrovamento del cadavere di Lorenzino de' Medici  (1855)
- Episodio del Sacco di Roma  (1856)
- Galileo Galilei davanti all'Inquisizione (1857)
- Torquato Tasso ed Eleonora d'Este  (1858)
- La congiura  (1859)
- Bimbi al sole    (1860), Museo del Corso Roma
- Contadina con un bambino  (1860)
- Riunione di contadine (1861 c.)
- Contadinella (1864), Museo del Corso Roma
- Tre vecchie in riposo (1865 c.)
- In via per la chiesa  (1865 c.)
- Le guardiane di porci  (1865 c.)
- Due contadine toscane  (1865), Museo del Corso Roma
- Il ritorno dalla messa (1865), Museo del Corso Roma
- Alaide in Giardino (ca. 1867), Galerie d'Art moderne au Palais Pitti
- Confidenze (1868)
- Ritratto di Alaide Banti (1870) c., Museo del Corso Roma
- Alaide Banti in giardino (1870)
- Mendicanti (1870)
- Tre Contadine con Alberi (1875), Galerie d'art moderne du Palais Pitti
- Tre contadine (1880)
- Passeggiata sotto la pioggia (1880 c.)
- Le predone (1883)
- Tre contadine sedute dinanzi a una siepe  (1886)
- Le lavoranti di paglia della Val d'Elsa  (1886)
- Filatrici di paglia della Valdelsa (1886)
- Passeggiata al tramonto (1886)
- Passeggaita nell'albereta d'Arno (1886)
- Campagna con cipressi (1890)
- Portici di villa in Toscana
- Marco libera lo schiavo
- Contadina con anatra
- La trecciaiola
- Pastorella
- Scena romantica
- Figura di donna
- Confidences paysannes, 1875-1895, huile, 16 × 30 cm, Palais Pitti, Florence[9]